# Jekatierina Mariennikowa
Jekatierina Aleksandrowna Mariennikowa (ros. Екатерина Александровна Маренникова; ur. 29 kwietnia 1982 roku w Leningradzie) – rosyjska piłkarka ręczna, reprezentantka Rosji, grająca na pozycji lewoskrzydłowej. Obecnie występuje w drużynie Łady Togliatti. W 2005 r. w Rosji oraz w 2009 r. w Chinach zdobyła mistrzostwo Świata.
Podczas Igrzysk Olimpijskich 2008 w Pekinie zdobyła wicemistrzostwo olimpijskie.

## Sukcesy

### klubowe
- Mistrzostwo Rosji:  (2005, 2006, 2008)
- Puchar Rosji:  (2007)
- Liga Mistrzyń:  (2007)

### reprezentacyjne
- Mistrzostwo Świata:  (2005, 2009)
- Igrzyska Olimpijskie:  (2016,  2008)

## Odznaczenia
- Odznaczona tytułem Zasłużonego Mistrza Sportu.
- Order „Za zasługi dla Ojczyzny” II klasy (2 sierpnia 2009) - za zdobycie wicemistrzostwa olimpijskiego w 2008 r. w Pekinie.